# Toni Livers
Toni Livers (Trun, 2 giugno 1983) è un fondista svizzero.

## Biografia
Ha debuttato in campo internazionale ad alto livello ai Mondiali juniores di Schonach im Schwarzwald nel 2002, senza conseguire risultati di rilievo. In Coppa del Mondo ha esordito il 13 dicembre 2003 nella 15 km a tecnica classica di Davos (72°) e ha ottenuto la prima vittoria, nonché primo podio, il 3 febbraio 2007 nella 15 km a tecnica libera disputata nella medesima località.
In carriera ha preso parte a quattro edizioni dei Giochi olimpici invernali, Torino 2006 (32° nella 50 km, 40° nell'inseguimento, 7° nella staffetta), Vancouver 2010 (12° nella 15 km, 22° nell'inseguimento, 10° nella staffetta), Soči 2014 (30° nella 50 km, 7° nella staffetta) e Pyeongchang 2018 (34º nella 15 km, 40º nello skiathlon, 11° nella staffetta), e a otto dei Campionati mondiali (5° nella staffetta di Falun 2015 il miglior risultato).

## Palmarès

### Coppa del Mondo
- Miglior piazzamento in classifica generale: 30º nel 2015
- 16 podi (15 individuali, 1 a squadre):
- 2 podi (1 individuale, 1 a squadre):
  - 2 vittorie (1 individuale, 1 a squadre)

#### Coppa del Mondo - vittorie
| Data             | Luogo     | Paese    | Disciplina                                              |
| ---------------- | --------- | -------- | ------------------------------------------------------- |
| 3 febbraio 2007  | Davos     | Svizzera | 15 km TL                                                |
| 19 dicembre 2010 | La Clusaz | Francia  | 4x10 km (con Dario Cologna, Remo Fischer e Curdin Perl) |

Legenda:

TC = tecnica classica

TL = tecnica libera

### Marathon Cup
- Miglior piazzamento in classifica generale: 15º nel 2007
- 1 podio:
  - 1 secondo posto